# 2018年冬季オリンピックの開催地選考
2018年冬季オリンピックの開催地選考（2018ねんとうきオリンピックのかいさいちせんこう）では、2018年冬季オリンピックの開催地が選考されるまでの経緯について記述する。
2018年冬季オリンピックの開催地には3都市が立候補した。2009年10月15日に立候補が締め切られ、フランスのアヌシー、ドイツのミュンヘン、韓国の平昌の3都市が各国のオリンピック委員会(NOC)を通じて国際オリンピック委員会(IOC)に立候補の申請を行った。2011年7月6日に南アフリカのダーバンで開かれた第123次IOC総会において開催地を決める投票が行われ、1回目の投票で63票という圧倒的過半数を得た平昌が開催地に選ばれた。

## 選考過程
- 2009年7月31日: 国際オリンピック委員会 (IOC) が各国のオリンピック委員会 (NOC) に対し、2018年冬季オリンピック開催地への立候補申請の受付を開始した。
- 2009年10月15日: 開催を希望する都市がこの日までにNOCを通じてIOCに立候補を申請した。
- 2009年10月16日: 下記の3都市が立候補を申請したとIOCから発表された[4]。
  -  フランス アヌシー
  -  ドイツ ミュンヘン
  -  韓国 平昌
- 2009年12月2日 - 12月5日: スイスのローザンヌにあるIOC本部で、申請都市に対するインフォメーションセミナーが行われた。
- 2010年3月15日: この日までに各都市が開催計画の概要を記した申請ファイルをIOCに提出。
- 2010年6月22日: IOC理事会において各都市の1次選考が行われ、立候補を申請していた3都市すべてが通過し、正式に立候補都市に選出された。
- 2011年1月11日: この日までに各都市が開催計画の詳細を記した立候補ファイルをIOCに提出。
- 2011年2月 - 3月: IOC評価委員会が各都市の現地視察を行った。委員長はスウェーデンのIOC委員であるグニラ・リンドバーグ。
- 2011年3月10日: IOC評価委員会が現地視察の結果を基に各都市の長所と課題を併記した評価報告書を公表。
- 2011年5月18日 - 5月29日: スイスのローザンヌにおいて立候補都市のブリーフィングが行われた。
- 2011年7月6日: 南アフリカのダーバンで開かれた第123次IOC総会において、開催都市が平昌に決定。

## 開催地決定投票
| City       | NOC      | 1回目 |
| 平昌       | 韓国     | 63    |
| ミュンヘン | ドイツ   | 25    |
| アヌシー   | フランス | 7     |

1回目の投票で半数を超える63票を得た平昌が2018年冬季オリンピックの開催地に決定した。平昌が獲得した63票は、これまでのオリンピック招致レースの中で、1回目の投票で過半数を得た都市の中で最も多い得票記録となった。これまでの記録は、2002年冬季オリンピック開催地に選ばれたソルトレイクシティの54票。

## 立候補都市の概要

### アヌシー
2009年3月18日にフランスオリンピック委員会から立候補都市として選出された。IOC評価委員会による現地視察では、ニコラ・サルコジ大統領がフランス政府の全面的支援を確約し、8割を超える国内及び市内の支持をアピールした。しかし、フランスオリンピック委員会にとっては2024年の夏季オリンピックにパリを立候補させることが第1目標としており、2018年冬季オリンピックには本腰ではなかった。また、当初から平昌やミュンヘンに大きな遅れをとっており、評価報告書でも会場計画の不備などを指摘された。これらの状況を受け、サルコジ大統領は開催地を決める第123次IOC総会への出席を拒絶し、投票ではわずか7票しか獲得できずに敗北した。アヌシーの招致ロゴは、アルプスの山々とアヌシーの頭文字であるAをイメージしたものである。

### ミュンヘン
ドイツオリンピック委員会によって、ドイツ国内の立候補都市に選出された。市内の支持率は69%、国内の支持率は64%で、ミュンヘンは1972年夏季オリンピックの開催地として、史上初となる夏冬両開催を目指していた。会場のほとんどを市内に置き、一部の競技を1936年の冬季オリンピックの開催地であったガルミッシュ＝パルテンキルヒェンで行う計画を打ち出した。招致委員会のトップにはフィギュアスケート界の英雄であるカタリナ・ビットが努め、IOC次期会長の有力候補であるトーマス・バッハなどの重鎮も招致活動を先導し、ウィンタースポーツ発祥の地域でオリンピックを開催することを訴えた。当初から平昌との一騎討ちが予想されていたが、次第に経験で勝る平昌が圧倒的有利な状況となり、開催地を決める投票では平昌の半数以下となる25票にとどまり、開催地には選ばれなかった。招致ロゴはミュンヘンの頭文字Mと周辺の山々をイメージした図である。

### 平昌
平昌は初めて挑んだ2010年冬季オリンピックの開催地選考でバンクーバーに、2014年大会ではソチにそれぞれ2回目の投票で逆転負けを喫しており、3度目の挑戦となった。ニュー・ホライズン(New Horizon)をテーマに韓国初の冬季オリンピック開催を目指し、招致の顔としてバンクーバーオリンピックのフィギュアスケートで金メダルを獲得したキム・ヨナ選手を充てた。また、李明博大統領はそれまで汚職などで服役中だった李健熙を招致活動のために特赦として釈放し、IOC委員に復帰させた。これまでの2回の失敗で得たノウハウを生かした計画はIOCの評価報告書でも高い評価を受け、総会直前には大統領自らアフリカ各国を歴訪し、平昌への支持を取り付けた。開催地を決める投票では、1回目の投票で開催地に選ばれた都市としては史上最多となる63票を獲得し、開催地に選ばれた。招致ロゴはスノーボードをイメージした図である。

## 立候補の意欲があった都市
- アルマトイ - [7] アルマトイは2014年冬季オリンピックに立候補したが、1次選考で落選した[8]。
- ブコベル - ウクライナ政府は2006年、国内で有名なスキーリゾートであるブコベルを開催地に立候補することを検討した[9][10]。
- ブルサ - スキーリゾートで知られるウルダー山があり、自然公園などが数多くある[11]。
- ハルビン、長春 - 2009年に冬季ユニバーシアード大会を開催したハルビンや、長春が立候補を検討したが、インフラ整備の不備などを理由に辞退した[12][13]。
- ギャップ - 2008年9月にグルノーブルやニース等と共に立候補を検討したが、アヌシーに先を越され、辞退した[14]。
- ジュネーブ - ジュネーブは立候補を行わなかったが、2022年冬季オリンピックへの立候補に意欲を示した[15][16][17][18][19]。
- クイーンズタウン[20][21][22][23][24]
- エステルスンド - エステルスンドはこれまで7回招致に失敗していることを受け、スウェーデンの新政権がエステルスンドの立候補を取り下げた。[25]
- サラエボ - 2010年冬季オリンピックの開催地選考に敗れた後、2018年冬季オリンピックへの立候補を検討した[26]。
- ソフィア - ブルガリアオリンピック委員会が4度目の挑戦を検討した[10][27]。
- トロムソ - 立候補を表明したものの、国内の支持率が38%と低いことを受け断念した[28][29][30][31]。
- ゴレンスカ地方 - [32]
- デンバー[33]、タホ湖[34][35]、ソルトレイクシティ[36][37]
- サラゴサ - サラゴサは立候補を検討したが[38][39][40]、2014年冬季オリンピック開催地が同じヨーロッパのソチに決まっていることや、マドリードが2016年夏季オリンピックの開催地選考に敗れたことを受け、市長の意向で断念を決定した。なお、サラゴサはその後2022年冬季オリンピック開催地に立候補する意欲を示した[41]。

### 招致関係資料
- 申請ファイル(アヌシー)
- 申請ファイル(ミュンヘン)
- 申請ファイル(平昌)